# گورنات-اولونا
گورنات-اولونا (به ایتالیایی: Gornate Olona) یک کومونه در ایتالیا است که در استان وارزه واقع شده‌است.

## خصوصیات
گورنات-اولونا ۴٫۸ کیلومترمربع مساحت و ۲٬۲۴۳ نفر جمعیت دارد.